# Julius Donatus Forsman
Julius Donatus Forsman, född den 7 augusti 1844 i Helsingfors, död  11 december 1920 i Helsingfors, var en finlandssvensk ingenjör.
Forsman studerade maskinteknik vid Tekniska realskolan i Helsingfors från 1856 till 1864. Studierna saktades ner av bland annat tyfus. 
Forsman jobbade som ingenjör och chef vid flera verkstäder runtom i Finland. År 1884 etablerade Forsman en egen ingenjörbyrå i Helsingfors.
Vid Tekniska föreningen i Finlands 40-års fest år 1920 kallades Forsman till dess hedersledamot.
Forsman var gift med Hanna Palmberg, dotter till prosten Anders Palmberg i Pojo. Deras döttrar var: Aina Maria, Hildur Sofia och Johanna Elise. Sonen Julius Forsman blev kemistingenjör och lektor vid industriskolan i Helsingfors. 